# 返老藥
反老藥（Senolytic）是一類受到基礎科學研究以確定其是否能選擇性地殺死衰老細胞並增進人體健康的小分子物質；這類研究的目標是找出或開發能延緩、阻止、紓解甚至逆轉老化相關疾病的藥物。與此類研究相關的一個概念是「凍齡」（senostatic），其意為抑制老化。

## 研究
目前對返老藥的研究處於初步階段，其中一些已經進入人體試驗階段的早期。目前多數潛在的返老藥，其原本的目的是用作抗癌藥物，像是用於化療的藥物达沙替尼以及實驗性的小分子藥物那維托克（Navitoclax，ABT-263）等是其中的例子。

### 潛在的反老藥
- 和FOXO4相關的胜肽。FOXO4可和p53結合以促進細胞衰老（cell senescence），[7]和FOXO4有競爭效應的胜肽可藉由將p53屏除於細胞核之外而成為返老藥。[7]
- Bcl-2蛋白家族抑制劑，Bcl-2蛋白家族是一類會阻止細胞凋亡的蛋白質。[8]
- 七型泛素特異性加工蛋白酶（USP7，英文全名Ubiquitin-specific processing protease 7）抑制劑。[9]
- 达沙替尼和槲皮素的混合物。[8][10]
- 漆黃素[11]
- 那維托克（Navitoclax）[12]
- 蓽拔酰胺（Piperlongumine）[13]
- 阿奇霉素和罗红霉素[14]
- SSK1（衰老細胞特異性殺手物質1號，senescence-specific killing compound 1）：一種藉由溶酶體中的β-半乳糖苷酶來驅動的吉西他滨（一種細胞毒性的化療藥物）前驅藥物。[15]

### 臨床試驗
盡管目前只有少數的返老藥進入臨床測試的階段，但一項人體初步臨床試驗顯示，达沙替尼和槲皮素的混合物在患有糖尿病腎臟病變的人類患者中，確會降低部分組織當中衰老細胞的數量。

## 外部連結
- Killing ‘zombie’ cells to improve health in old age. The Conversation, Dominick Burton, Aston University, 17 March 2017 （页面存档备份，存于）

- Can Destroying Senescent Cells Treat Age-Related Disease? The Scientist, Katarina Zimmer, 1 March, 2020 （页面存档备份，存于）